# Шнурочник болотяний
 Шнуро́чник боло́тяний, також цаніке́лія боло́тна, заніке́лія боло́тна(Zannichellia palustris) — вид водних багаторічних трав'янистих рослин родини рдесникові (Potamogetonaceae). Етимологія: лат. palustris — «болотистий».

## Опис
Стебла до 50 см, сильно гіллясті, вкорінені у вузлах. Листки повністю занурені, 2–10 см х 0,4–1(2) мм, цілісні, від гострих до тупих на вершині, 1(-3)-жильні. Дуже маленькі поодинокі квітки завжди під водою. Утворює або всі чоловічої статі або всі жіночі квітки на одній рослині. Чоловічі квітки містять 1 або 2 деформовані тичинки, без пелюсток. Жіночі квітки у формі чашечки. Плоди 3–6 мм, плавучі, з дзьобом. Вегетативне розмноження здійснюється шляхом вкорінення в вузлах стебла або кореневищами. Також відбувається підводне запилення.

## Поширення
Має майже космополітичне поширення (в помірних і субтропічних районах): Африка на північ і на південь від Сахари, в тому числі деякі острови Індійського океану; Європа, Сибір, Кавказ, Близький Схід, Казахстан, Монголія, Далекий Схід Росії, Японія й Корейський півострів, Індійський субконтинент, Китай, М'янма, Австралія, Нова Зеландія та Північна (за винятком Гренландії), Центральна і Південна Америка.
Населяє ріки, струмки, канави, озера і ставки; нерухомі або повільно проточні прісні або солонуваті води. Рослина може терпіти певний ступінь забруднення. Оптимальна глибина водойми для неї від 50 до 250 см.

## Галерея

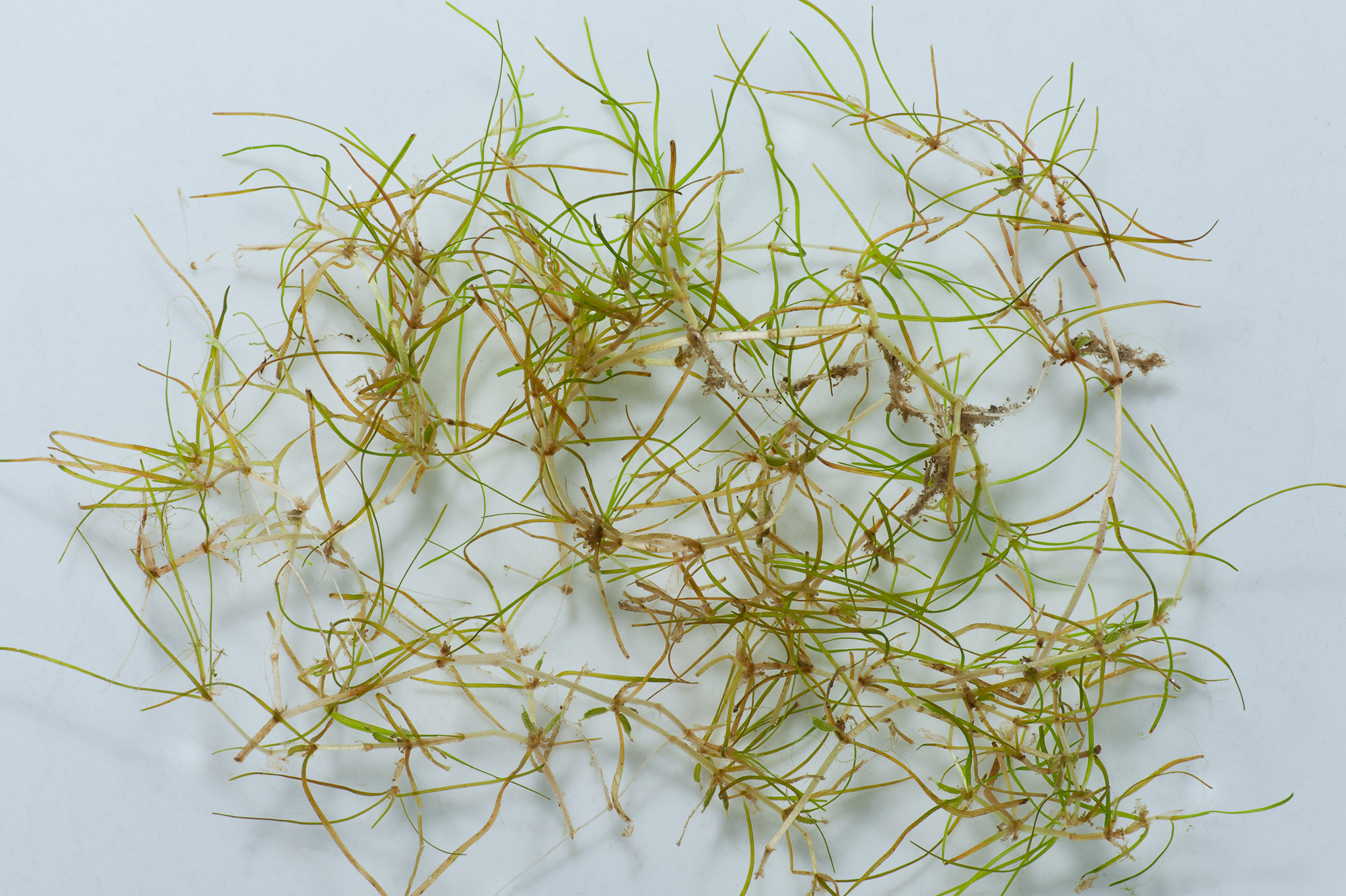
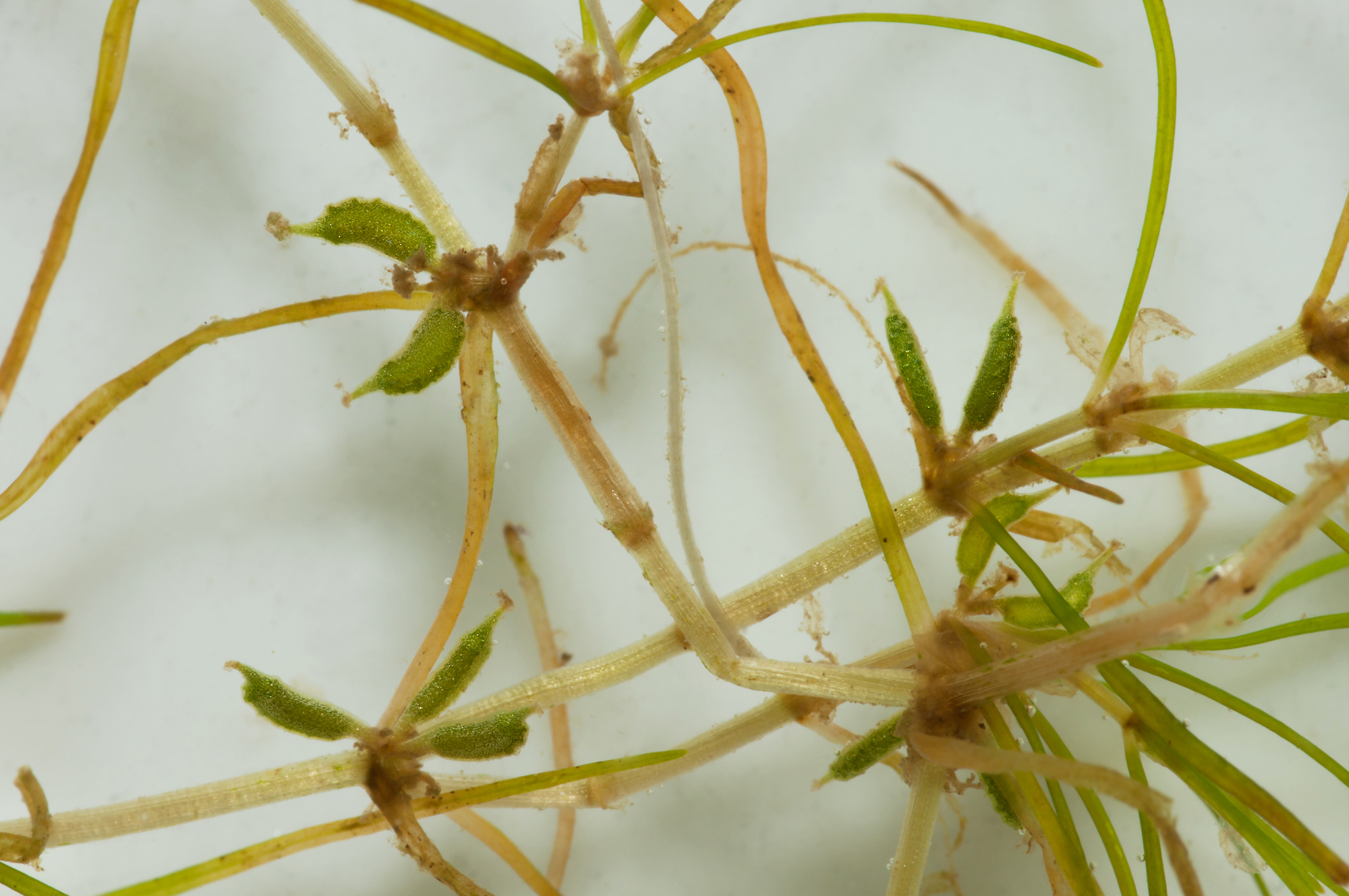